# 罗斯基勒
罗斯基勒（丹麥語：Roskilde，丹麥語：[ˈʁʌskilə]）是位于丹麦西兰岛东部的一座城市，距離首都哥本哈根以西約30公里。城市是西蘭大區人口最多的城市，也是罗斯基勒郡的郡治所在。

## 历史

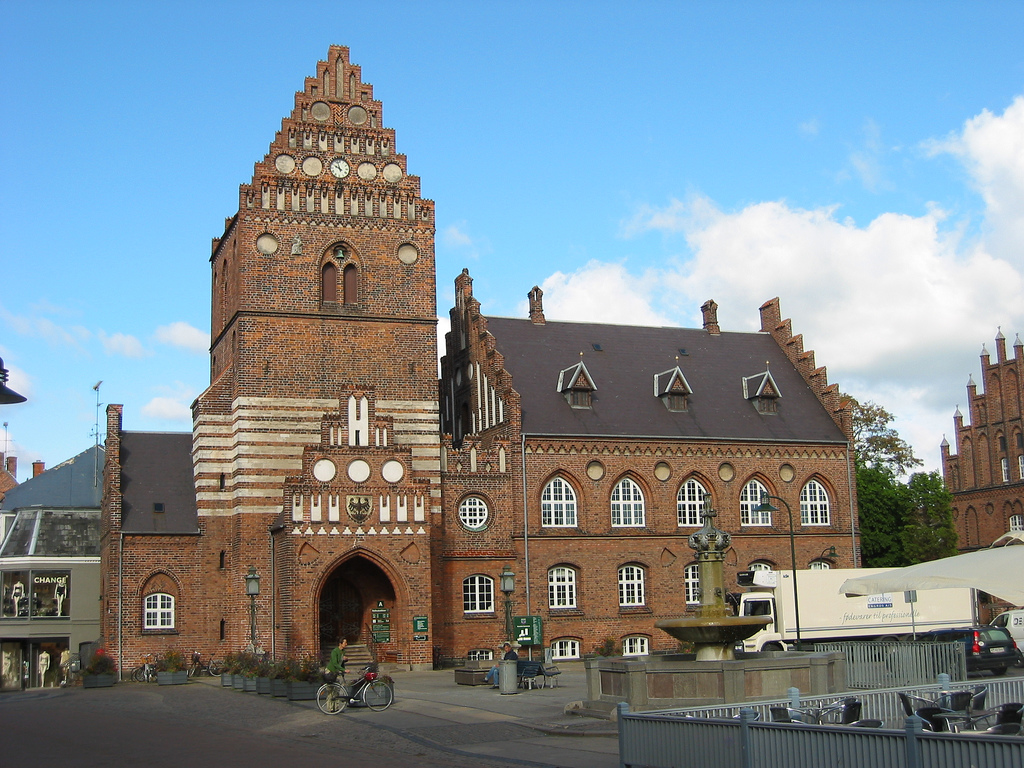
旧市政厅，完工于1884

罗斯基勒的历史可追溯到维京时代，是维京人海上贸易的一个节点，也是丹麦最古老的城市。从11世纪到1443年，罗斯基勒一直是丹麦的首都。

## 特色

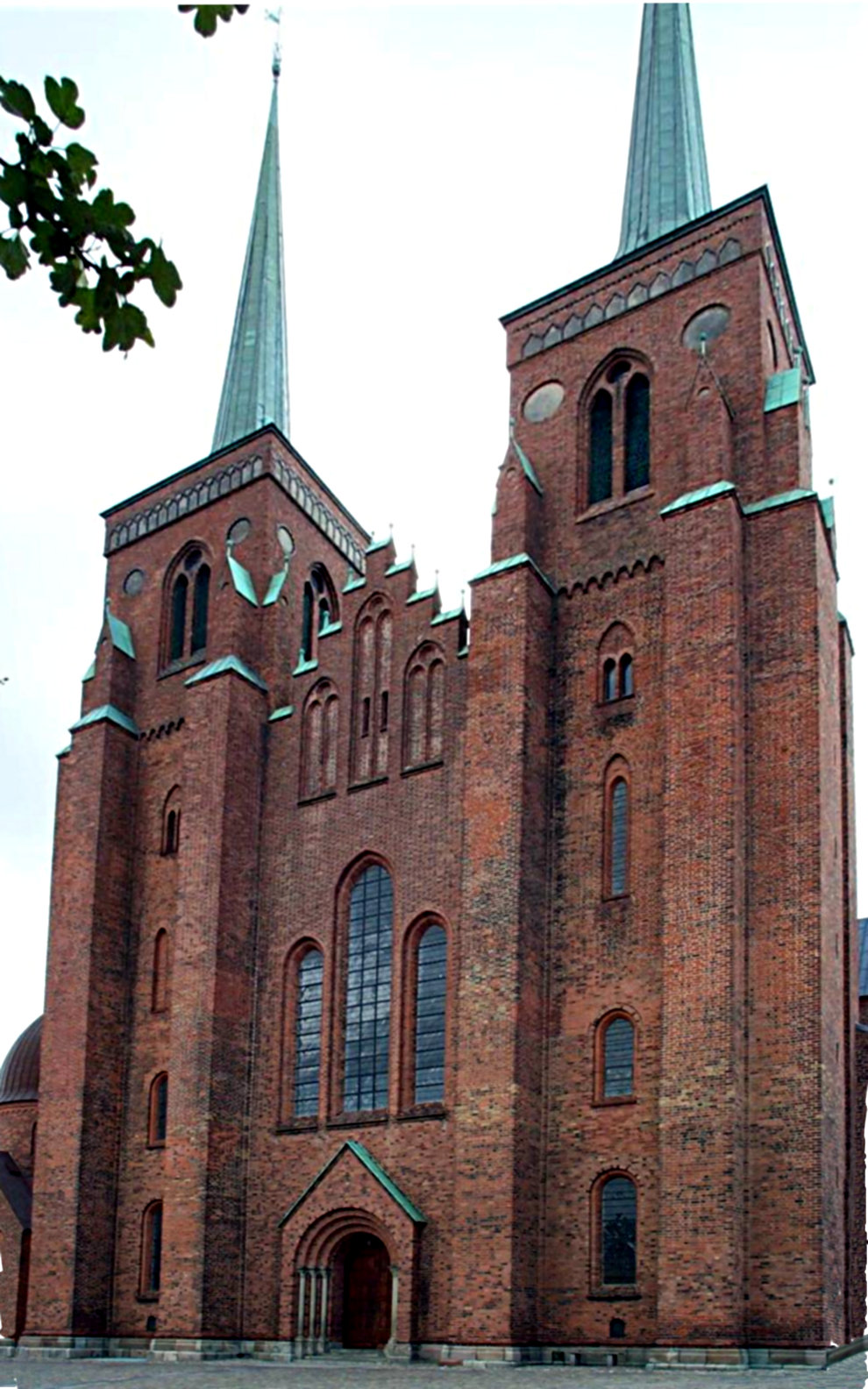
罗斯基勒大教堂西面(2004)

罗斯基勒有联合国教科文组织认定的世界遗产罗斯基勒主教座堂。
自1971年开始，罗斯基勒音乐节每年夏季7月举办，已经成为国际性活动。

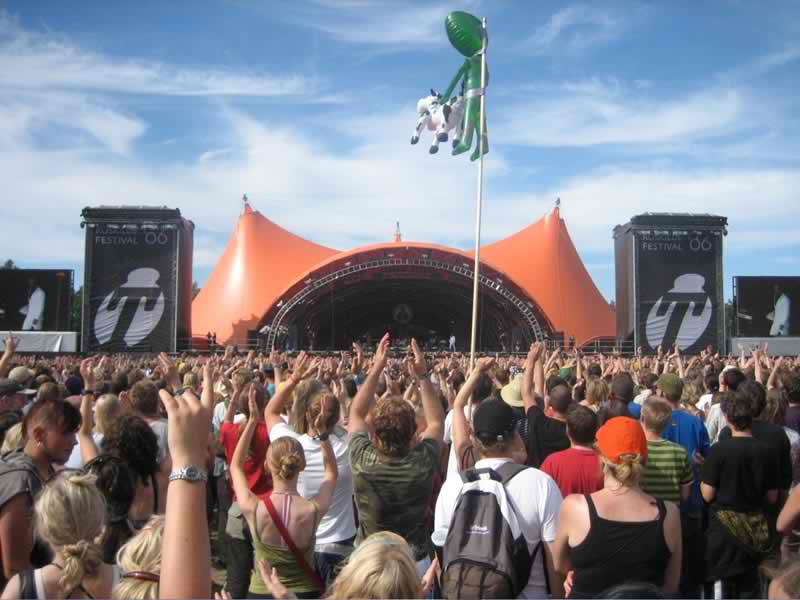
2006年罗斯基勒音乐节Kaizers Orchestra在主舞台表演

## 教育
罗斯基勒大学